# Chain (EP de NCT 127)
Chain es el EP debut japonés del grupo surcoreano NCT 127, la segunda subunidad de NCT. El EP de cinco canciones fue lanzado el 23 de mayo de 2018 por el sello discográfico Avex Trax. Fue precedido por la versión japonesa de "Limitless" como primer sencillo el 4 de noviembre de 2017, seguido por el segundo sencillo homónimo el 8 de mayo de 2018. Para promover aún más el lanzamiento, el grupo tuvo su primera gira de presentación antes de su lanzamiento.
Tras su lanzamiento, Chain alcanzó un éxito comercial. Debutó en el número dos de la lista de álbumes semanales de Oricon con 44.832 copias vendidas en su primera semana, alcanzando finalmente un total de 49.289 copias en Japón. Además, el extended play también debutó en el puesto número ocho en el Billboard World Albums Chart. Fue el último álbum de NCT 127 que presentó la formación original de nueve miembros, antes de la incorporación del miembro Jungwoo a finales de septiembre de 2018.

## Lista de canciones
| N.º   | Título                         | Letras                   | Música | Duración |  |
| 1.    | «Dreaming»                     | Junji Ishiwatari         | Kanata Okajima, Daniel Caesar (Caesar & Loui), Ludwig Lindell (Caesar & Loui)                               | 3:17     |  |
| 2.    | «Chain»                        | MEG.ME                   | Kim Dong-hyun, 250, Albin Nordqvis                                                                          | 3:42     |  |
| 3.    | «Limitless (Japanese version)» | Kenzie                   | Kenzie, Harvey Mason Jr., Patrick "J. Que" Smith, Kevin Randolph, Dewain Whitmore, Andrew Hey, Britt Burton | 4:07     |  |
| 4.    | «Come Back»                    | Ryu Da-somBong Eun-young | Mike Daley, Mitchell Owens, Deez, Michael Jiminez, Jeremy "Tay" Jasper, MZMC                                | 3:25     |  |
| 5.    | «100»                          | Akira (Palm Drive)       | Andrew Choi, Yunsu (SOULTRiii)                                                                              | 3:42     |  |
| 18:14 |                                |                          | |          |  |